# Dumsiai

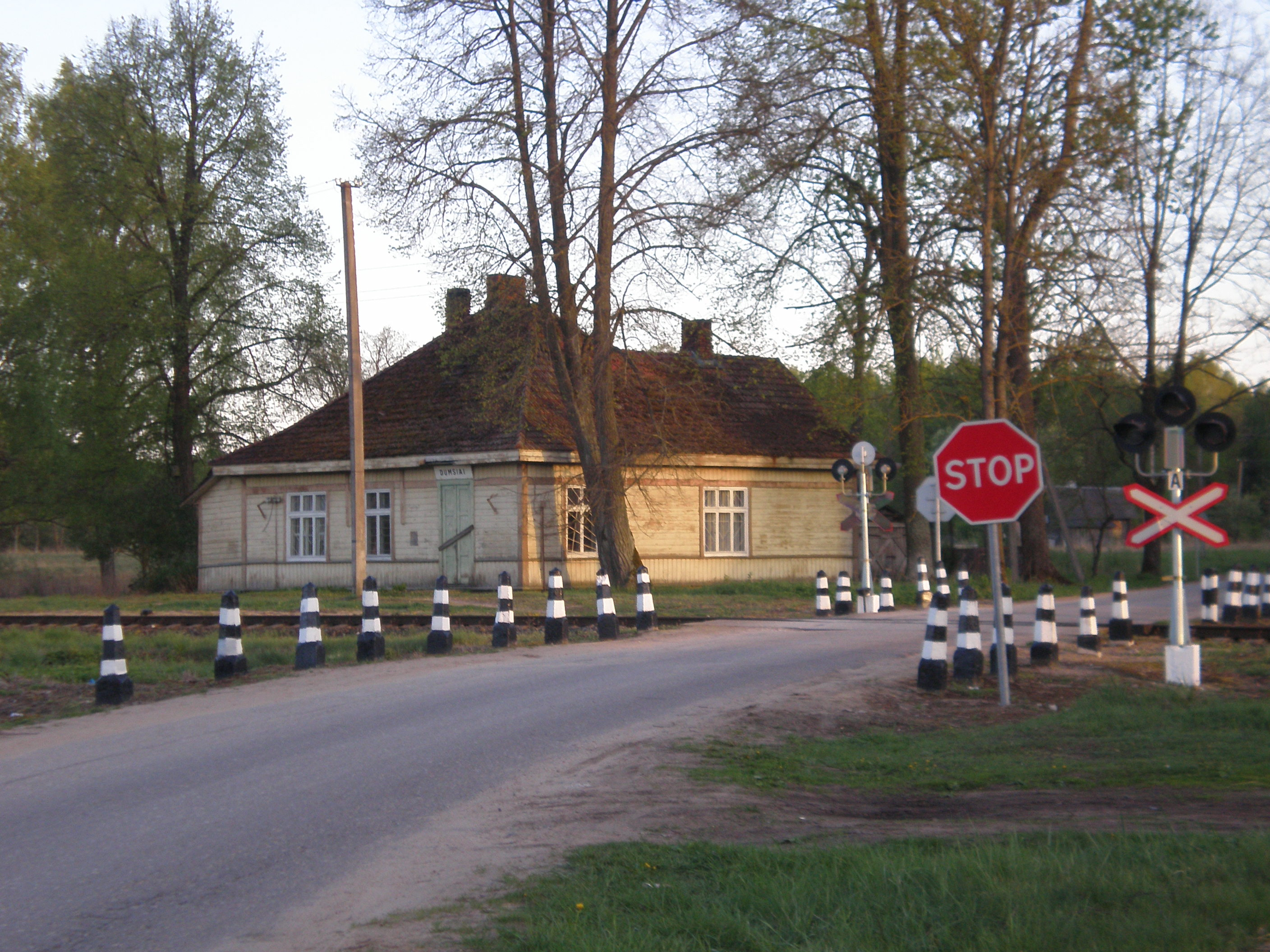
Dumsiais järnvägsstation.

Dumsiai är en by i kommunen Jonava i provinsen Kaunas, i centrala Litauen. Enligt folkräkningen 2001 har byn en befolkning på 33 personer.